# Щенячий патруль
«Щенячий патруль» (англ. «Paw Patrol») — канадський мультсеріал, створений Кітом Чепманом. Першу серію було показано 12 серпня 2013 року на телеканалі «Nickelodeon» у США та 2 вересня 2013 року на телеканалі «TVOKids» у Канаді.
25 березня 2022 року у США почався показ 9-го сезону.
На початку 2023 року відбулася прем'єра спінофа мультсеріалу «Кремез і команда»

## Сюжет
У кожній серії описуються пригоди рятувальної команди, що складається з розумника Райдера й восьми цуценят: Маршала, Кремеза, Гончика, Рокі, Зуми, Скай, Еверест та Шукача. Їх головна місія — захист Бухти Пригод і її мешканців від усіляких проблем.

## Персонажі

### Головні персонажі
- Ра́йдер (англ. Ryder) — розумний десятирічний хлопчик. Ненавидить брюссельську капусту. Командир і наставник «Щенячого патруля». Сконструював прилади цуценят. Оснащений PatrolPad (щенофон). Після надходження сигналу про небезпеку збирає команду цуценят на базі для розробки плану рятувальної операції. У другому сезоні побудував машину для цуценят, службовець мобільної операційної бази — Автобазу. У третьому сезоні розробив льотне спорядження щенячого патруля і сконструював командний літак — Авіабазу, сам же став літати на костюмі-крилі з реактивним двигуном. Їздить на червоно-білому мотовсюдиході. У 4-у сезоні розробив водолазні костюми і спорядження «Щенячої Місії» для себе і цуценят. У костюмі «Щеняча Місія» став їздити на розкладному скейтборді, має смарт-годинник, який заміняє щенофон. Відомий своєю фразою «Якщо потрапив в біду — тільки свисни!».
- Ма́ршал (англ. Marshall) — життєрадісний далматинець, що виконує функції пожежника. Через його незграбність у ліфті трапляються кумедні ситуації. Очі блакитні. Їздить на червоному пожежному фургоні. Боїться літати. З другого сезону почав виконувати функції лікаря швидкої медичної допомоги і їздити на червоному медичному фургоні. З третього сезону почав літати за допомогою льотного ранця, оснащений водометами, які дозволяють йому не тільки боротися з вогнем, але і зависати у повітрі. Водомети можуть обертатися на всі боки. У 4-у сезоні отримує костюм для «Щенячої Місії». У ньому в Маршала є рюкзак, оснащений потужною водяною гарматою, яка може прорізати будь-що. Також має водолазний костюм. Як мегацуценя здатний керувати теплом та вогнем . Має нагороди «Найкращий пожежний» і «Найшвидше щеня». Цитати: «На всіх парах!», «Мчу на гав-гав порятунок!», «Мчу як на пожежу!».
- Кремез (англ. Rubble) — щеня породи англійський бульдог, що виконує функції будівельника. Карі очі. З'явився шостим цуценям у команді. До вступу в команду жив на самоті і не мав друзів, поки одного разу не потрапив у біду (про це докладно в серії «Цуценята зустрічають Кремеза»). Любить копати, має арахнофобію. Досконало знає будівельну техніку, їздить на жовтому бульдозері. Одягнений у жовтий костюм і носить рюкзак, оснащений ковшиком і перфоратором. Захоплюється скейтбордингом та сноубордингом. З третього сезону почав літати на говерборді. З 4-го сезони також носить костюм для «Щенячої Місії» і водолазний костюм. Як мегацуценя має надсилу. Цитати: «Обов'язок кличе — Кремез, вперед!», «Робота мені на втіху!», «Кремез рушає ― біда тікає».
- Го́нчик (англ. Chase) — цуценя німецької вівчарки, що виконує функціїполіціянта. Під час операцій носить поліцейську форму синього кольору з шевронами, які показують його звання старшого сержанта. Має рюкзак із ліхтариком та мегафоном зліва, а також катапультою із сіткою справа. Їздить на великій синій поліцейській машині, оснащеній механізмом, що складається з гака, канату та лебідки, а в задній частині розташовуються дорожні ковпачки. Має алергію на котів, пір'я птахів і квіти. Боїться стоматологів[2]. З 2-го сезону виконує функції супершпигуна. На голові має шолом із рацією та приладом нічного бачення. Його машина теж стала темнішою і оснащена безпілотним дроном-розвідником, яким Гончик може керувати безпосередньо з машини. З 3-го сезону почав літати за допомогою ранця-планера. У 4-у сезоні став носити костюм для «Щенячої Місії» і водолазний костюм. Як мегацуценя має надшвидкість. Цитати: «Гончик не підведе!», «Завдання зрозумів!», «Гончик уже мчить !». З повнометражного мультфільму «Щенячий патруль у кіно» відомо, що він народився у Місті Пригод[3].
- Ро́кі (англ. Rocky) — цуценя змішаної породи, що відповідає за ремонт і переробку відходів. Очі карі з відтінком помаранчевого. Він завжди знайде те, що допоможе вирішити поставлене завдання, використовуючи підручні матеріали. Має аквафобію. Одягнений у зелений костюм і носить рюкзак, оснащений клешнею з лівого, ложкою, лопаткою, викруткою, скотчем, клеєм, вітродувом та пилкою з правого . Їздить на зеленому сміттєвозі, який не тільки переробляє відходи, а й зберігає інструменти, необхідні для рятувальних операцій. З третього сезону почав літати за допомогою льотного ранця, оснащеного інструментами для ремонтних робіт у повітряному просторі. З 4-го сезону має костюм для «Щенячої місії», оснащений рюкзаком, в якому знаходиться радар, що дозволяє йому бачити крізь стіни, і водолазний костюм. Як мегацуценя здатне створювати конструкції з силових полів. Цитати: «Даю зелене світло!», «Не губи —перероби!», «Не стій —рушай!» .
- Зу́ма (англ. Zuma) — лабрадор-ретривер шоколадного кольору, що виконує функції рятувальника на воді. Очі жовто-зелені. Любить пригоди, захоплюється дайвінгом і серфінгом, обожнює воду. Керує помаранчевим катером на повітряній подушці, здатним трансформуватися в субмарину. З третього сезону почав користуватися льотним ранцем, що дозволяє перемикатися між повітряним і підводним режимами. З 4-го сезону носить костюм з потужним сонаром і рюкзаком із дроном. Також має водолазний костюм, здатен керувати водою[4]. Цитати: «Повний вперед!», «У воду стрибай — хвилю тримай!», «Зануримося!».
- Скай (англ. Skye) — граціозна дівчинка-цуценя породи кокапу, що виконує функції авіатора-рятувальника. Має рожеві очі. Носить льотні окуляри і реактивний ранець з крилами. Дуже боїться орлів. Літає на вертольоті рожевого кольору. З третього сезону почала літати за допомогою крилатого ранця з потужними двигунами, що дозволяє їй досягати надзвукових швидкостей. З 4-го сезону має костюм для «Щенячої Місії». У ньому вона має ранець з потужною присоскою і крилами, а як транспорт вона використовує мотоцикл, здатний трансформуватися в літальний апарат. Як мегацуценя здатна до польоту та управління вітром. Також має водолазний костюм. Цитати: «Я народжена літати!», «Небо кличе Скай!», «Лечу аж під хмари!».
- Еверест (англ. Everest) — цуценя-дівчинка породи сибірський хаскі, виконує функції гірського рейнджера. Очі блакитні. Вперше з'являється в 6-й серії 2-го сезону «Нове цуценя». Їздить на біло-бірюзовому снігоочиснику, а її рюкзак оснащений абордажною кішкою і реактивним сноубордом. Любить печінку. Названа на честь гори Еверест. Як мегацуценя здатна керувати холодом. Цитата: «Сніг чи лід, лечу, як болід!».
- Шукач (англ. Tracker) — цуценя (порода точно не відома). Виконує функції рейнджера джунглів. Його прізвисько «Слідопит». Має відмінний слух і вміє добре шукати. Боїться темряви. Одягнений у темно-зелений костюм і носить рюкзак, оснащений канатами і похідними інструментами. Керує джипом. Як мегацуценя здатен керувати рослинами. З'явився у 3-у сезоні, в серії «Новий член команди». Цитата: «Нашорошив вуха і уважно слухаю.».
- Робопес (англ. Robo-Dog) — механічне щеня, сконструйоване Райдером у 1-у сезоні. Водій Щенячого патрульовоза і пілот Щенячого патрульолета. У 2 і 3 сезоні не бере участі в місіях і операціях (крім управління патрульовозом і патрульолетом). Не видає жодних звуків, крім гавкання.
- Так та Елла (англ. Tuck and Ella) — щенята-близнята породи золотистий ретривер, виконують функцію рейнджерів, також відомі як «Могутні близнята». Їх транспортний засіб — «Могутній автомобіль», який розділяється на два «Могутні мотоцикли». З'являються в серії «Могутній патруль: Щенята зустрічають Могутніх Близнят».
- Рекс (англ. Rex) — цуцення-інвалід породи бернський зенненхунд, в команді щенят є експертом з динозаврів, та виконує функцію єгера «Диносвіта». З'явився в серії «Динопорятунок: Щенята й загублені яйця динозаврів». Їздить на диноавтомобілі.
- Дикий Кіт (англ. Wild Cat) — перший кіт у «Щенячому патрулі». Мотогонщик, має мотоцикл з висувними пазурами. Вперше з'являється в серії «Мото-патруль: Щенята проти Гав-гав банди».
- Ліберті (англ. Liberty) — щеня довгошерстої такси. Їздить на мотоциклі. Вперше з'являється в повнометражному мультфільмі «Щенячий патруль у кіно», у мультсеріалі — в серії «Ліберті знаходить нового друга».

### Лиходії
- Мер Гамдінґер (англ. Mayor Humdinger) — мер міста Туманна Долина і капітан команди «КОТОстрофа». Головний антагоніст серіалу. Заклятий ворог мера Ґудвей. Вперше з'явився в серії «Гав-гав-і вперед». У мультфільмі «Щенячий патруль у кіно» виграв вибори мера Міста Пригод.
- Команда «КОТОстрофа» (англ. The Kitten Catastrophe Crew) — загін кошенят-хуліганів під керівництвом мера Гамдінґера, головні вороги Щенячого патруля. Їх мета — зіпсувати життя в Бухті Пригод. Своїм зовнішнім виглядом схожі на цуценят Райдера і оснащені таким же спорядженням. З'явилися в серії «Щенята й пустотливі кошенята».
- Мяу-Мяу (англ. Meow-Meow) — робо-версія Калі, створена Мером Гамдінґером. З'являється в серії «Щенята рятують котяче шоу».
- Світі (англ. Sweetie) — королівське цуценя породи вест-хайленд-вайт-тер'єр. Має рожевий нашийник, який є пультом управління її іграшкового жабеня Басбі, і рюкзак-трансформер. На голові носить рожеву діадему. Вперше з'являється в серії «Щеняча місія: У пошуках корони» і наступних серіях циклу «Щеняча місія», в яких виступала як головна антагоністка. Мріє захопити трон, вкрасти корону і стати королевою Світі.
- Сід Розбишака (англ. Sid Swashbuckle) — пірат Бухти Пригод; має домашнього улюбленця Аррбі, а також корабель котрий трансформується в субмарину. З'явився в серії «Морський патруль: Щенята рятують Цуцлантиду».
- Аррбі (англ. Arrby) — цуценя породи такса, служить першим помічником пірата Сіда Розбишаки якого кличе «Капітане бос пане Сід сер» . З'явився в серії «Морський патруль: Щенята рятують Цуцлантиду».
- Гарольд Гамдінґер (англ. Harold Humdinger) — племінник Мера Гамдінґера, дуже розумний, розбирається в техніці. Відомий як Суперлиходій Гарольд Механік. З'являється у фільмі «Щенячий патруль: Мегацуцики», у мультсеріалі в серії «Могутні щенята, супер лапи: Атака супер-кошенят».
- Пані Ґава (англ. Ladybird) — супер-злодійка, полюбляє красти блискучі речі, через що її фраза «Все що блищить, те моє»; завдяки уламку метеориту вміє літати та піднімати важкі предмети. З'явилась у серії «Могутній патруль: Щенята зустрічають Могутніх Близнят».
- Імітатор (англ. The Copycat) — справжнє ім'я Пан Ніблс (англ. Mr. Nibbles), Суперлиходій-кіт, домашній улюбленець кореспондентки Гейлі, називається Імітатором через те, що перекривлює інших та імітує сили Могутніх Щенят. Єдиний Суперлиходій що не втратив метеорит. З'явився в серії «Могутні Щенята, Повний Заряд: Щенята проти Імітатора».
- Гав-гав банда (англ. Ruff-Ruff Pack) — мотобанда яка складається з безпритульних щенят-розбишак: Гавката (англ. Hubcap) — породи французького бульдога, Двейна (англ. Dwayne) — породи німецького дога та Ґаскет (англ. Gasket) — дівчинки породи сибірський хаскі.
- Гепарда (англ. The Cheetah) — кузина мера Гамдінґера. В Гепарди світле волосся, зібране у хвіст, і сірі очі. Вона фарбує губи фіолетовою помадою. Одягнена у фіолетовий гоночний костюм з емблемою команди «КОТОстрофа». На голові вона носить фіолетовий захисний шолом з котячими вушками. На костюмі та шоломі Гепарди є принти у формі плям гепарда. Вперше з'являється в 10 сезоні, в серії «Могутні Щенята проти Могутньої Гепарди».

### Другорядні персонажі
- Капітан Палтус (англ. Cap'n Turbot) — морський біолог. Він іноді працює як член команди «Щенячого патруля», в епізодах, таких як «Цуценята рятують рибопса». У нього є два транспортних засоби: корабель під назвою «Камбала» і помаранчевий дзвін для дайвінгу, який використовується для підводних досліджень. Всі Палтуси розуміють мову тварин. Є кузеном Франсуа Палтуса. Цитата: «Палтус, чайка, сітка»
- Франсуа Палтус (англ. Francois Turbot) — французький фотограф, який може бути метушливим. Він є кузеном Капітана Палтуса і любить тварин. Стверджує, що його кузен неправильно вимовляє своє прізвище.
- Воллі (англ. Wally) — морж, вихованець та найкращій друг Капітана Палтуса
- Таммі Па́лтус(англ. Dr. Tammy Turbot) — кузина Капітана Палтуса, ветеринар динозаврів.
- Мер Ґудвей (англ. Mayor Goodway) — мер Бухти Пригод. У серії «Цуценята рятують мера Гудвей» наприкінці серії з'являються сім'я Гудвей: племінник Джуліус, племінниця Джустіна (також згадується як Джулія) і брат Густаво. Її пра-пра-прадід Гробер був першим мером, його пам'ятник стоїть у центрі міста. Вона дуже активна, масовик-витівник, за її ініціативою в Бухті Пригод влаштовуються різноманітні свята: Хелловін, День Дикого Заходу, Свято на честь дня збирання врожаю, День подяки Щенячому патрулю тощо. Щороку бере участь у перегонах мерів. Має курочку на ім'я Ціпалетта.
- Алекс Портер (англ. Alex Porter) — семирічний хлопчик. Мріє потрапити до Щенячого патруля, і в епізоді «Цуценята рятують Алекса» зміг допомогти врятувати Калі, за що удостоївся звання «Почесного члена Щенячого патруля». Онук містера Портера. Командир «Міні-патруля Алекса».
- Кейті (англ. Katie) — подруга Райдера, висококваліфікований ветеринар, володіє навичками грумінгу. Володіє салоном для тварин. Має кішку на ім'я Калі. Іноді допомагає Райдеру і Щенячому патрулю в рятувальних операціях.
- Джейк (англ. Jake) — сноубордист і гірський рейнджер. Володіє своїм гірськолижним курортом. На його честь названа гора, на якій розташований курорт для гірськолижників.
- Пан Портер (англ. Mr. Porter) — кухар та офіціант. Володіє названим на його честь кафе. Дідусь Алекса.
- Фермерка Юмі (англ. Farmer Yumi) — фермерка. Має свою ферму. У серії «Цуценята рятують весілля» вийшла заміж за фермера Ела. Досконало володіє мистецтвом щен-фу.
- Фермер Ал (англ. Farmer Al) — фермер. Має велике поле кукурудзи і пасіку. У серії «Цуценята рятують свято» згадав себе як Ела з молочної ферми «Муму». У серії «Цуценята рятують весілля» одружився з фермеркою Юмі.
- Ейс Соренсен (англ. Ace Sorensen) — ровесниця Райдера, авіаторка, кумир Скай. Вперше з'являється в серії «Цуценята рятують Ейс».
- Карлос (англ. Carlos) — товариш Райдера. Живе у джунглях. Має папугу на ім'я Матея. З'явився в серії «Цуценята і переполох в джунглях».
- Калі (англ. Cali) — кішка Кеті. Часто потрапляє в різні неприємності.
- Хвацький Денні X (англ. Daring Danny X) — каскадер. З'явився у 3-у сезоні, в серії «Щенята рятують Відважного Денні X».
- Принцеса Гавкінбурга (англ. Princess of Barkingburg) — принцеса міста Гавкінбург, господиня Світі. З'являється в серії «Щеняча Місія: Пошук корони».
- Граф Гавкінбурзький (англ. The Earl of Barkingburg) — граф міста Гавкінбург. З'являється в серії «Щеняча Місія: Пошук корони».

## Техніка Щенячого патруля
- Ліфт — піднімає команду на 2-й поверх.
- Автобаза — автобус для Щенячого патруля, що став мобільною операційною базою. Водій — Робо-пес.
- Авіабаза — дозволяє команді літати і зберігає льотне спорядження цуценят. Здатний перевезти одну будку-машину. Для «Щенячої Місії» використовує потаємний режим. Пілот — Робо-пес.
- Гараж — гараж для мотовсюдихода Райдера.
- Машини цуценят — також виконують роль будки для цуценят.
- Щенофон — планшет Райдера, може виконувати функції телефону, рації, навігатора, має зв'язок із базою.
- Міні-автобус — використовується для «Щенячої Місії» вміщає 3 машини цуценят.

## Трансляція
Права на трансляцію купили телеканали з 126 країн. В Україні мультсеріал транслює канал «ПлюсПлюс» з 2014 року (спочатку російською, а з 2015 року — з українським дубляжем).

## Український дубляж
- Райдер — Лідія Муращенко
- Маршал — Юлія Перенчук
- Кремез — Катерина Брайковська
- Гончик — Олена Яблочна
- Рокі — Катерина Буцька
- Зума — Наталія Романько
- Скай — Єлизавета Зіновенко
- Шукач — Анна Дончик
- Кейті — Дарина Муращенко
- Мер Ґудвей — Ольга Радчук
- Мер Гамдінґер — Анатолій Зіновенко
  - А також: Олег Лепенець, Олена Узлюк, Андрій Твердак, Арсен Шавлюк та інші.

Мультсеріал дубльовано студією «1+1» у 2015—2023 роках.

## Відгуки та рецензії
Після показу серіалу на каналі «Nickelodeon» серіал став дуже популярним серед дитячої аудиторії, він незмінно демонстрував високі рейтинги, а восени 2013 року став найбільш рейтинговою дошкільною телевізійною програмою у США.
Більшість відгуків на серіал носять схвальний і рекомендаційний характер. На думку критиків, мультсеріал вчить дітей вирішувати проблеми, а сюжет позбавлено насильства, а негативні героїв в ньому більш смішні, ніж небезпечні. Пригоди цуценят вчать глядачів взаємодіяти в команді і надавати допомогу іншим. Це дозволяє рекомендувати мультсеріал молодшій дитячій аудиторії.
Водночас, критика пов'язана з гендерним питанням. На думку журналістів, у мультсеріалі занадто мало позитивних жіночих персонажів.